# André Aciman

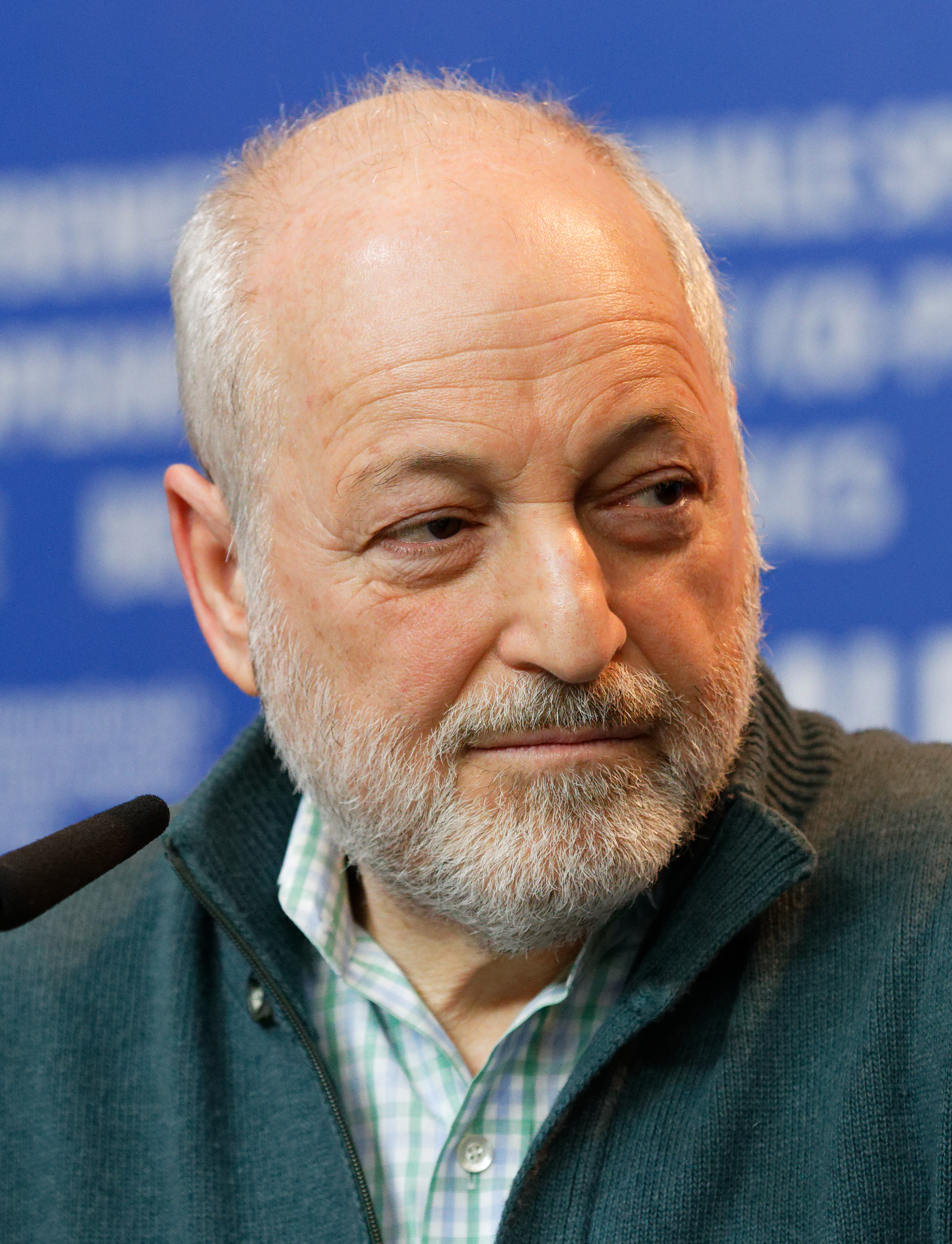
André Aciman bei der Berlinale 2017 zur Vorstellung des Films Call Me by Your Name

André Aciman (* 2. Januar 1951 in Alexandria, Ägypten) ist ein US-amerikanischer Schriftsteller und Literaturwissenschaftler. Neben der US-amerikanischen besitzt er auch die italienische Staatsbürgerschaft.

## Leben
Aciman wurde in Ägypten geboren, in einem französischsprachigen Zuhause, wo die Familienangehörigen auch Italienisch, Griechisch, Arabisch und Ladino sprachen. Seine Familie waren sephardische Juden türkischer und italienischer Abstammung, die sich in Alexandria 1905 niedergelassen hatten. Als sich die Situation der Juden in Ägypten unter Präsident Gamal Abdel Nasser verschlechterte, zog er im Alter von fünfzehn Jahren mit seiner Familie nach Italien, später im Alter von neunzehn nach New York.
Aciman studierte am Lehman College der City University of New York (B.A. 1973) sowie an der Harvard University (M.A. 1980, Ph.D. in Vergleichender Literaturwissenschaft 1988). Von 1990 bis 1997 lehrte er als Assistenzprofessor für französische Literatur am Fachbereich für Romanistik der Princeton University, anschließend bis 2001 am Bard College. Seit 2001 ist er Professor am Graduiertenkolleg der City University of New York, wo er das Doktorandenprogramm in Vergleichender Literaturwissenschaft leitet. Seine Forschungsschwerpunkte sind die französische Literatur des 17. und 18. Jahrhunderts (insbesondere der roman d’analyse und die Madame de Lafayette), die Werke Marcel Prousts sowie die Memoirenliteratur der französischen Moderne bis hin zur Gegenwart.
Für seine eigenen, 1994 erschienenen Memoiren (Out of Egypt) gewann er 1995 den Whiting Writers’ Award. Darüber hinaus hat er bislang drei Romane veröffentlicht sowie zahlreiche Essays in Zeitungen und Zeitschriften wie der New York Times, The New Yorker und The New Republic. 2017 wurde die auf seinem gleichnamigen Buch basierende Verfilmung Call Me by Your Name veröffentlicht, in der er selbst eine kleine Rolle spielt.
Aciman ist mit Susan Wiviott verheiratet und hat drei Kinder.

## Werke
- Out of Egypt. Farrar, Straus and Giroux, New York 1994, ISBN 0-374-22833-7.
  - deutsch: Damals in Alexandria – Erinnerung an eine verschwundene Welt. Hanser, München 1996, ISBN 3-446-18521-6.
- False Papers: Essays on Exile and Memory. Farrar, Straus and Giroux, New York 2000, ISBN 0-374-29978-1.
  - deutsch: Hauptstädte der Erinnerung: Von Alexandria nach New York. Hanser, München 2004, ISBN 3-446-20474-1.
- Call Me By Your Name. Farrar, Straus and Giroux, New York 2007, ISBN 978-0-374-29921-7.
  - deutsch: Ruf mich bei deinem Namen. Kein & Aber, Zürich 2008, ISBN 978-3-0369-5515-5.
- Eight White Nights. Farrar, Straus and Giroux, New York 2010, ISBN 978-0-374-22842-2.
  - deutsch: Acht helle Nächte. Kein & Aber, Zürich 2010, ISBN 978-3-0369-5572-8.
- Alibis: Essays on Elsewhere. Farrar, Straus and Giroux, New York 2011, ISBN 978-0-374-10275-3.
- Harvard Square. W. W. Norton & Co., New York 2013, ISBN 978-0-393-08860-1.
  - deutsch: Mein Sommer mit Kalaschnikow. Kein & Aber, Zürich 2014, ISBN 978-3-0369-5687-9.
- Enigma Variations. Farrar, Strauss and Giroux, New York 2017, ISBN 978-0-374-14843-0.
  - deutsch: Fünf Lieben lang. Dtv Verlagsgesellschaft, München 2019, ISBN 978-3-423-28195-9.
- Find Me. Farrar, Strauss and Giroux, New York 2019, ISBN 978-0-374-15501-8.
  - deutsch: Find Me, Finde Mich. Dtv Verlagsgesellschaft, München 2020, ISBN 978-3-423-28230-7.
- Roman Year: A Memoir. Farrar, Straus and Giroux, New York 2024, ISBN 978-0-374-61338-9.

## Auszeichnungen
- 2008: Lambda Literary Award in der Kategorie Gay General Fiction für Call Me By Your Name[4]